# Піві карибський
Пі́ві карибський (Contopus caribaeus) — вид горобцеподібних птахів родини тиранових (Tyrannidae). Мешкає на Карибах. Раніше вважався конспецифічним з гаїтянськими і ямайськими піві.

## Опис
Довжина птаха становить 16 см. Верхня частина тіла темно-оливково-сіра, нижня частина тіла темно-сіра або охриста. За очима білі плями у формі півмісяця. Дзьоб широкий. плаский, темний, знизу біля основи жовтий.

## Підвиди
Виділяють чотири підвиди:

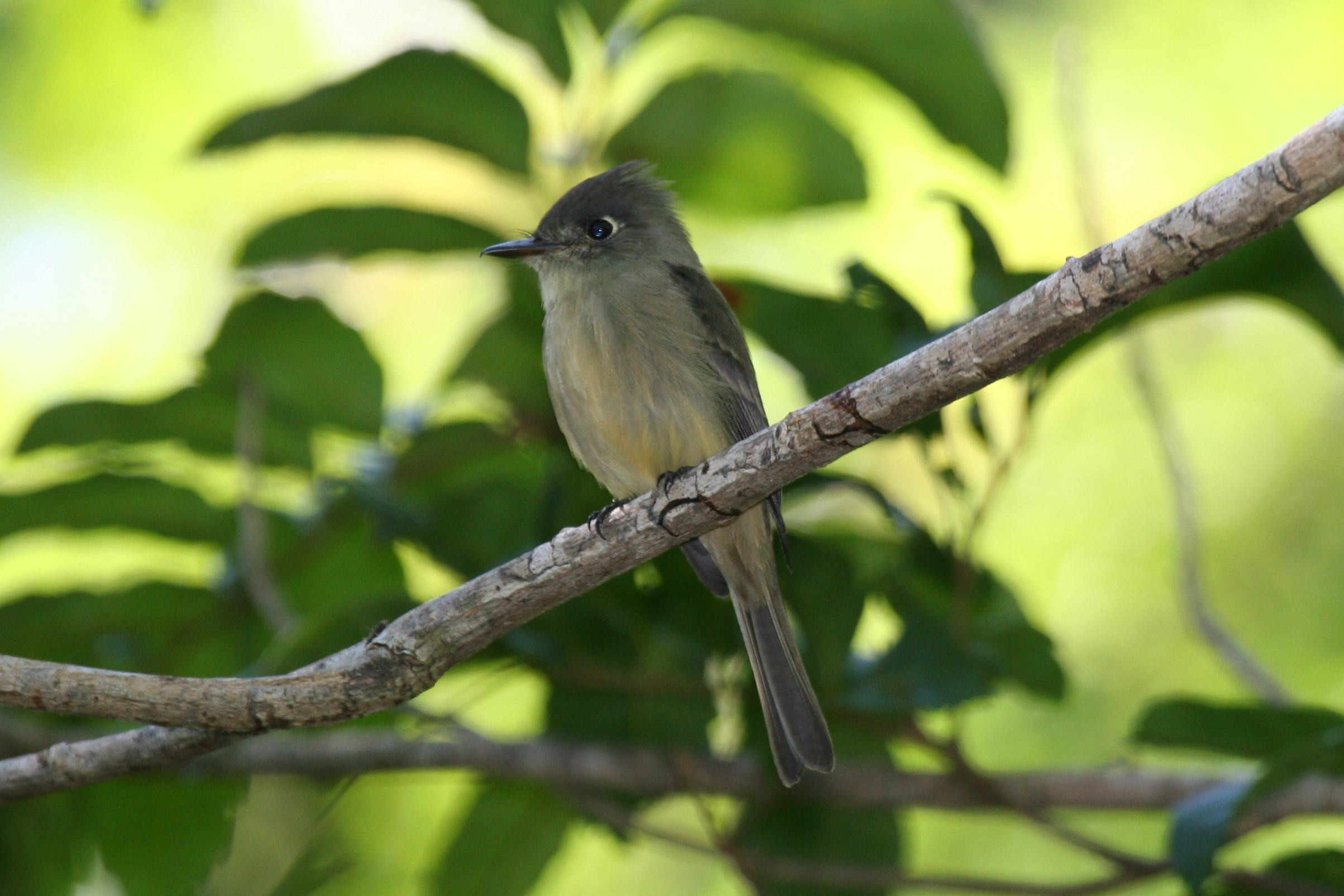
Карибський піві

- C. c. bahamensis (Bryant, H, 1859) — острови Великий Багама, Абако[en], Андрос, Нью-Провіденс і Ельютера;
- C. c. caribaeus (d'Orbigny, 1839) — острови Куба, Ісла-де-ла-Хувентуд;
- C. c. morenoi Burleigh & Duvall, 1948 — болото Сапата на півдні Куби і сусідні острови;
- C. c. nerlyi Garrido, 1978 — острови на південь від кубинської повінції Камагуей.

## Поширення і екологія
Карибські піві мешкають на Кубі та на Багамських Островах. Вони живуть у вологих і сухих тропічних лісах, в заболочених і мангрових лісах, на узліссях та в чагарникових заростях. Живляться безхребетними і плодами. Сезон розмноження триває з березня по червень. Гніздо невелике, чашоподібне, в кладці до 4 білих яєць, поцяткованих темними плямками.